# Colonius
Colonius je věž vzdálená od centra Kolína nad Rýnem 2,1 km severozápadním směrem. Měří 252,9 metrů. Byla postavena v roce 1981. Věž má 3 patra a nachází se tu otočná restaurace ve výšce 171 metrů, vyhlídkové patro je ve výšce 177 metrů.